# 鎌田緑
鎌田 緑（かまた みどり、1986年2月24日 - ）は日本のタレント。島根県出身。株式会社デフィプロモーション所属。グラビアアイドルとしても活動していたが、2013年3月の撮影会を以って卒業した。

## 人物
- 趣味は旅、料理など。
- 特技はベリーダンス、ピアノなど。

## 出演

### CM
- Honda Cars
- アサヒビール「ダブルゼロカクテル」
- イオン「花咲バレンタイン」
- ヤマサ「昆布つゆ」

## モデル
- ELVESACT イメージモデル2013
- ミヤタサイクルパンフレット
- GUNZE　Tuche 秋冬イメージモデル
- 中古車販売「Goo-net」